# Cyril Pedrosa
Cyril Pedrosa (Poitiers, 22 november 1972) is een Franse animator van tekenfilms en stripauteur. Hij volgde een opleiding aan de École des Gobelins (tekenfilm) en ging daarna aan de slag bij Disney France.
Zijn eerste strips maakte hij scenario van David Chauvel, Ring Circus en Shaolin Moussaka. Geen van beide kende een commercieel succes. Daarna begon hij met strips op eigen scenario. Hiervoor putte Cyril Pedrosa uit de realiteit. Drie schimmen, een graphic novel van 270 pagina's in zwart wit, is gebaseerd op een bevriend koppel dat een kind verloor. Portugal, een graphic novel van 250 pagina's in kleur, is gebaseerd op de eerste reis van Cyril Pedrosa naar Portugal, het moederland van drie van zijn grootouders. Stripgids noemde Portugal een meesterwerk en een van de allerbeste strips van de voorbije tien jaar.

## Prijzen
Met zijn werk won Cyril Pedrosa al verschillende prijzen. Les Équinoxes (Vier jaargetijden) werd bekroond als beste graphic novel op het Festival Lucca 2016.
- Bibsys: 8057198
- Biblioteca Nacional de España: XX1624184
- Bibliothèque nationale de France: cb133288626 (data)
- Gemeinsame Normdatei: 124932053
- International Standard Name Identifier: 0000 0001 1465 9437
- Library of Congress Control Number: n2007068146
- Nationale Bibliotheek van Tsjechië: jo2011555979
- Nederlandse Thesaurus van Auteursnamen: 305309633
- RKD-Nederlands Instituut voor Kunstgeschiedenis: 374103
- Système universitaire de documentation: 035676825
- Virtual International Authority File: 959464
- WorldCat: E39PBJcgBPtRDgPGKhJvGXYMfq